# 벤트 라르센

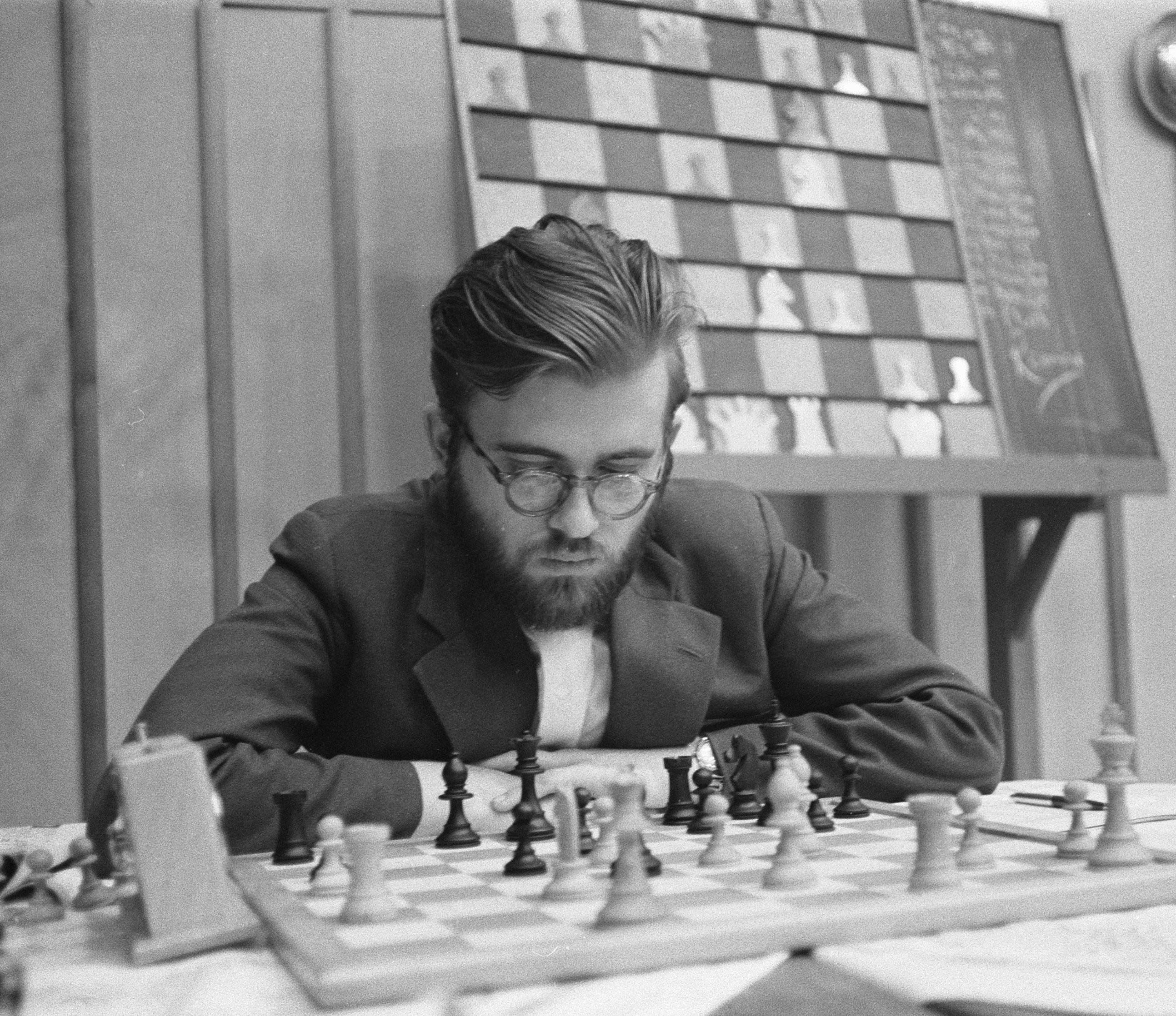
1961년 모습

벤트 라르센(Bent Larsen, 1935년 3월 4일 ~ 2010년 9월 9일)은 덴마크의 체스 그랜드마스터였다.
덴마크 티스테드시에서 태어나 아르헨티나 부에노스아이레스에서 사망했다.